# 1297 w literaturze
Wydarzenia literackie w 1297 roku.

## Urodzili się
- Bernardo Canaccio, włoski poeta